# Rodáci
Rodáci jsou český televizní seriál režiséra Jiřího Adamce z roku 1988. Odehrává se v letech 1942–1948 ve fiktivním jihomoravském městečku Radeč (předlohou byly autorovy rodné Ivančice). Hlavním autobiografickým hrdinou je Petr Vitásek (Jan Šťastný), který je po konfliktu s kolaborantským profesorem vyloučen z gymnázia a přidá se k partyzánům, v jedné přestřelce je raněn a chodí o holi (lidová říkanka: „Dvaadvacet večerů čekal jsem jak vůl, až hrdina Vitásek odhodí svou hůl“). Po válce se stane v Brně redaktorem komunistických novin. Autoři se snažili vytvořit hrdinu blízkého mladým lidem: prostořekého idealistu, který má rád pití a děvčata. Seriál vznikl ke 40. výročí Vítězného února a byl délkou (22 hodinových dílů) i rozpočtem rekordním projektem v dějinách ČST.
Po odvysílání byl na příkaz tehdejšího ředitele ČST Jana Zelenky upraven do 13dílné podoby. V této podobě se objevil při reprízách na TV Barrandov a JOJ Family.

## Obsazení
| Jan Šťastný         | Petr Vitásek                             |
| Radoslav Brzobohatý | krejčí Vitásek, Petrův otec              |
| Jana Hlaváčová      | Vitásková, Petrova matka                 |
| Eva Horká           | Zdena, Petrova dívka                     |
| Ota Sklenčka        | cihlář Suchánek, pozdější starosta       |
| Rudolf Hrušínský    | cihlář Růžička                           |
| Petr Kostka         | JUDr. Mlejnek                            |
| Milena Dvorská      | Mlejnková, jeho žena                     |
| Karel Roden         | Karel Mlejnek                            |
| Petr Haničinec      | řezník Svitáček                          |
| Míla Myslíková      | Svitáčková, jeho žena                    |
| Ilja Prachař        | sedlák Pazourek                          |
| Alois Švehlík       | učitel Povýšil, později ředitel gymnázia |
| Stanislav Zindulka  | Ferda Pačanda                            |
| Pavel Zedníček      | medik Zajíček                            |
| Jiří Bartoška       | statkář Vilém Krása                      |
| Jiřina Jirásková    | Krásová, jeho matka                      |
| Václav Postránecký  | kapitán Voráček                          |
| Jan Teplý           | komunista Horák                          |
| Vladimír Kratina    | Franta „Prst“                            |
| František Husák     | Vasil, volyňský Čech                     |
| Bronislav Poloczek  | správce statků Král                      |
| Filip Renč          | Fritz Steiner                            |